# Francesco Giarda
Francesco Giarda (Cassolnovo, 28 febbraio 1854 – Venezia, 28 luglio 1907) è stato un pianista, compositore e docente italiano.

## Biografia
Nacque in una famiglia di musicisti da Serafino che suonava l'organo. Un suo fratello minore, Luigi Stefano, sarà destinato a diventare un noto violoncellista.
 Dopo precoci esperienze musicali realizzatesi in ambito familiare intraprese lo studio di pianoforte, composizione e organo presso il conservatorio di Milano dove ebbe per insegnante Carlo Andreoli e fu compagno di studi, tra gli altri, di Alfredo Catalani del quale era coetaneo.
 Nel 1874 conseguì sia il diploma in composizione con l'esecuzione di una sua sinfonia per orchestra che il diploma superiore con premio finale per l'interpretazione pianistica del Concerto in la minore di Robert Schumann.
Inoltre, presso il Conservatorio di Musica San Pietro a Majella di Napoli, si perfezionò in canto e flauto con S.Pucci e in canto e pianoforte con A. Berti. Poi, uscito dagli studi di conservatorio si impiegò come organista a Trecate nel novarese e, nelle pause del suo impegno, scrisse una Messa a cinque voci che fece eseguire nel 1877. In questo stesso anno vinse la cattedra di pianoforte presso il Liceo Musicale Benedetto Marcello di Venezia dove si trasferì.

A Venezia iniziò una vivace attività concertistica esibendosi come pianista e come maestro concertatore e direttore di orchestra, utilizzando sia la sala del Liceo Musicale che quella del Teatro la Fenice. In questo teatro, nel 1895, Arturo Toscanini diresse la sua Sinfonia in Mi maggiore.
Il 26 luglio 1907, a seguito di una grave crisi depressiva, Francesco Giarda si tolse la vita.

La sua cattedra di docente presso il Liceo musicale fu assegnata al pianista Gino Tagliapietra.

## Opere

### Composizioni
- Sinfonia in mi maggiore (1874)
- Messa in 5 parti (1877)
- 3 duetti per pianoforte e violino (1882)
- Marcia caratteristica, per piano (1883)
- Giulia, mazurka per piano (1883)
- Francesco Morosini", cantata per coro e orchestra (1886)

### Trascrizioni
- La danza delle driadi, dal poema sinfonico "Im Walde" di Joachim Raff (1880)
- "Cornelis Schut", di Antonio Smareglia (1893)